# В лучах мерцающей луны (роман)
«В лучах мерцающей луны» (англ. Glimpses of the Moon) — роман американской писательницы Эдит Уортон, изданный в 1922 году. По роману был снят одноимённый немой фильм 1923 года, но сейчас он утерян. Название происходит из трагедии «Гамлет» (I.iv).

## Сюжет
Удивительно смешная история о маловероятном романе, который возникает между молодожёнами во время затянувшегося медового месяца, которые поженились скорее по расчёту, чем по любви.
Действие романа происходит в 1920-х годах, и описывает романтические злоключения Ника Лансинга и Сьюзи Бранч, пары с правильными связями, но не очень богатой. Они придумывают разумную сделку: они выйдут замуж и проведут год или около того, «общипывая» своих богатых друзей, проводя медовый месяц в их особняках и виллах. Другая часть плана гласит, что если один из них встретит кого-то, кто может продвинуть его в социальном плане, то он вправе расторгнуть брак. То, как разворачивается их план, превращается в комедию ошибок, которая очарует всех поклонников творчества Эдит Уортон.